# Dante's Inferno: Abandon All Hope
Dante's Inferno: Abandon All Hope è un film del 2010 prodotto e diretto da Boris Acosta. La storia è basata sull'Inferno di Dante Alighieri.

## Contenuto
È Dante stesso a raccontare il suo viaggio nella parte più terrificante dell'aldilà. Cerchio dopo cerchio, Dante raggiunge la parte più profonda dell'Inferno e solo dopo questa prova potrà uscire a "rivedere le stelle" nel Purgatorio. Nel film vengono presentate le litografie di Gustavo Doré  e alcune scene del "L'Inferno" del 1911 .
Il 21 maggio 2008 il film è stato presentato a un numero ristretto di ospiti VIP al Festival del Cinema di Cannes, mentre la prima presentazione mondiale ha avuto luogo al Rhode Island Film Festival l'8 e il 9 agosto 2009.